# Günther Schweikle
Günther Schweikle (* 8. Januar 1929 in Reutlingen; † 22. Juli 2009) war ein deutscher Germanist und Literaturwissenschaftler. Schwerpunkt seiner Forschung und Lehre war die deutschsprachige Literatur des Mittelalters, insbesondere die mittelalterliche Liebeslyrik (Minnesang).

## Leben
Nach seinem Abitur an der Kepler-Oberschule in Reutlingen studierte Günther Schweikle von 1949 bis 1955 Germanistik, Anglistik, Romanistik, Philosophie und Geschichte an der Universität Tübingen, wo er 1955 promoviert wurde. Von 1955 an war er Wissenschaftlicher Assistent am Deutschen Seminar der Universität Tübingen und habilitierte sich dort im Jahr 1966. Zwei Jahre später wurde er Professor am Lehrstuhl für Germanistik III der Universität Stuttgart. 1994 wurde Günther Schweikle emeritiert.
Weitere Informationen zum Leben und Arbeiten von Günther Schweikle finden sich im Findbuch zum Nachlass Günther Schweikles im Universitätsarchiv Stuttgart.

## Veröffentlichungen (Auswahl)
- Mittelalterliche Realität in deutscher höfischer Lyrik und Epik um 1200. In: Germanisch-romanische Monatsschrift. Neue Folge, Band 32, 1982, S. 265–285.
- Dichter über Dichter in mittelhochdeutscher Literatur. Niemeyer, Tübingen 1970.
- Minnesang. Metzler, Stuttgart 1989; 2., korrigierte Auflage ebenda 1995, ISBN 978-3-476-10244-7.
- Neidhart. Metzler, Stuttgart 1990, ISBN 978-3-476-10253-9.
- Mittelhochdeutsche Minnelyrik. Texte und Übertragungen, Einführung und Kommentar. Band 1: Frühe Minnelyrik. Metzler, Stuttgart 1993, ISBN 978-3-476-00888-6.
- Minnesang in neuer Sicht. Metzler, Stuttgart, Weimar 1994, ISBN 978-3-476-00981-4.